# Куадрос, Жанио
Жа́ниу да Си́лва Куа́друс (порт.-браз. Jânio da Silva Quadros; 25 января 1917, Кампу-Гранди, Мату-Гросу-ду-Сул, Бразилия — 16 февраля 1992, Сан-Паулу, Бразилия) — бразильский государственный деятель, адвокат, президент Бразилии с 31 января по 25 августа 1961 года.

## Начало карьеры
Получил юридическое образование в 1939 году. Оплачивал его, преподавая географию и португальский язык. Затем занимался юридической практикой и преподавал географию в школе Данте Алигьери в Сан-Паулу.
Политическую карьеру начал в 1947 году, став членом муниципалитета города Сан-Паулу до 1950 года. Он был очень активен в этой роли, внеся больше законопроектов, чем остальные коллеги.
В 1953—1955 годах мэр города Сан-Паулу. За время своего пребывания на посту градоначальника Куадрос приобрел репутацию честного и новаторски настроенного политика; он часто посещал бедные кварталы Сан-Паулу и выслушивал жалобы их жителей, что сделало его популярным среди рабочего класса. Апеллируя к народному разочарованию властями, сделал символом своей кампании метлу, иллюстрирующую его обещание «вымести коррупцию» и смог с перевесом в 1 % победить опытного политика Адемара де Барроса в борьбе за губернаторский пост.
В 1955—1959 годах — губернатор штата Сан-Паулу.
В 1959—1961 годах — депутат Конгресса Бразилии.

## В должности президента
На президентских выборах 1960 года Куадрос был выдвинут оппозиционной коалицией из его Национальной трабальистской (рабочей) партии, Христианско-демократической партии и Национального демократического союза (крупнейшей силы в коалиции, но часто конфликтовавшей с кандидатом).
Он победил кандидата правящей коалиции Социал-демократической и Бразильской трабальистской партий маршала Энрике Лотта с перевесом 15,6 % — крупнейшим на всенародных президентских выборов в Бразилии до победы Фернанду Энрики Кардозу в 1994 году (за Куадроса проголосовали 48 % избирателей — больше, чем за любого предыдущего президента). Однако отдельную гонку за вице-президентство выиграл Жуан Гуларт, напарник Лотта.
Куадрос провёл три месяца перед своей инаугурацией в визитах по Европе. Вступил в должность президента Бразилии 31 января 1961 года. Это стало историческим моментом в истории Бразилии: впервые с провозглашения республики в 1889 году действующее правительство мирно передало власть избранному члену оппозиции (кроме того, впервые за 31 года пост президента не занял сторонник Жетулиу Варгаса).
В своей инаугурационной речи он подчеркнул проблемы неэффективности правительства, инфляции и задолженности. Куадрос возложил вину за высокий уровень инфляции в стране на своего предшественника Жуселину Кубичека, которого он ругал за кумовство и коррупцию. Новое правительство объявило в марте антиинфляционную программу, которая упростила обменные курсы и сократила государственные расходы. Реформы получили одобрение МВФ, и Куадрос смог пересмотреть задолженность перед Соединёнными Штатами и Европой: Бразилия получила в общей сложности 1,64 миллиарда долларов новых займов. Будучи президентом, Куадрос также растрачивал свою энергию на относительно неважные вопросы, прилагая значительные усилия для запрета женщинам носить бикини на пляже или азартных игр.
Во внешней политике занял более независимую от США позицию, провозгласив «свободу, независимость и невмешательство» в качестве своих руководящих принципов. В частности, он восстановил дипломатические отношения с СССР и другими социалистическими странами, разорванные в октябре 1947 года. В частности, им был поддержан режим Фиделя Кастро на Кубе (куда он ездил ещё до избрания в марте 1960 года), а революционер Че Гевара был награждён высшим знаком отличия Бразилии, Орденом Южного Креста (позднее Куадрос поддерживал с Че Геварой дружеские отношения вплоть до гибели последнего). Он также стремился наладить более тесные отношения с недавно получившими независимость африканскими странами и получить влияние в Движении неприсоединения, демонстрируя солидарность с Африкой, продвигая деколонизацию и выступая против расизма.
Во время захвата лайнера «Санта-Мария» поддержал действия лиц, угнавших судно в знак протеста против фашизма в Португалии, и предоставил им убежище в Бразилии.
Такая политика нового президента не понравилась ни США, ни финансовой элите, ни военной верхушке Бразилии. В стране начался очередной политический кризис. 24 августа 1961 года по национальному телевидению страны выступил Карлос Ласерда, губернатор штата Гуанабара, который заявил, что в Бразилии готовится государственный переворот, а президент уже не имеет реальной власти. На следующий день было обнародовано письмо Куадруша, адресованное парламенту, в котором он снял с себя полномочия президента, сославшись на иностранные и «ужасные оккультные силы». Иногда утверждается, что его отставка была уловкой и Куадрос рассчитывал вернуться на пост президента по одобрению народа или Национального конгресса Бразилии и военных. Однако этот манёвр был немедленно отвергнут парламентом, который принял отставку президента.
В это время вице-президент, Жуан Гуларт, совершал официальный визит в Китай и не мог занять президентское кресло, поэтому верховную власть в стране временно принял спикер Палаты депутатов Раньери Мадзилли.

## После президентства
Вскоре после своей отставки Куадрос покинул столицу и отправился в Европу. Политический кризис, начатый его отставкой, достиг кульминации в военном перевороте 1964 года. Военный режим не позволил ему участвовать в политике, в которую он смог вернуться только в 1980-х годах, когда баллотировался на пост губернатора Сан-Паулу в 1982 году от Бразильской рабочей партии.
В 1986—1988 годах вновь занимал пост мэра Сан-Паулу, победив фаворита выборов Фернанду Энрики Кардозу.
Умер 16 февраля 1992 года от почечной и лёгочной недостаточности и кровоизлияния в больнице Альберта Эйнштейна в Сан-Паулу после 12-дневной госпитализации.

## Память
В честь Куадруса назван муниципалитет Президенти-Жаниу-Куадрус в штате Баия.